# Dorgon
Dorgon (mandżurski , chiń. trad. 多爾袞, chiń. upr. 多尔衮, pinyin Duō’ěrgǔn), książę Rui, wpływowy książę mandżurski, który jako regent cesarza Shunzhi dokonał podboju Chin i de facto ustanowił dynastię Qing w Chinach, z tego powodu został pośmiertnie uznany za honorowego cesarza.
Jeden z młodszych (czternasty) synów Nurhaczego i jego żony, Abahai; jego rodzonymi braćmi byli Dodo i Ajige; a przyrodnim, starszym – Hong Taiji (wszyscy wymienieni należeli do grupy 8 braci, których uznawano za legalnych następców tronu). Urodził się w Yenden (dziś Xinbin, prow. Liaoning) 17 listopada 1612, zmarł w Chengde 31 grudnia 1650.

## Droga do władzy
Nabrał doświadczenia w licznych kampaniach prowadzonych przez Hong Taiji w Mongolii i Korei, stając się, wraz z bratem Ajige, jednym z kluczowych dowódców qingowskich. W 1643, gdy Hong przygotowywał się do inwazji Chin, Dorgon był jednym z wodzów naczelnych armii zgromadzonej na północ od Wielkiego Muru. Po nagłej śmierci Honga, który nie wyznaczył następcy, Mandżurii zagroził konflikt o sukcesję między najstarszym (i jedynym dorosłym) synem Honga, Haoge, a Dorgonem. Pozycja Haoge nie była jednak zbyt silna: nie był faworytem ojca, i choć był sprawnym wodzem, nie posiadał żadnych sił pod swoją bezpośrednią komendą. Ponadto Mandżurowie nie mieli tradycji primogenitury. Dorgon mógł liczyć na swoją Białą Chorągiew i wsparcie przez chorągiew brata Dodo, a także cieszył się zaufaniem wujów, którzy też mieli dwie chorągwie pod swą komendą.
Daisan, senior rodu, zwołał radę książąt. Podczas zaciętych sporów, Dorgon okazał się najpoważniejszym kandydatem – on sam jednak odmówił, wskazując, że w opinii chińskich doradców tronu, wspartych przez gwardię cesarską, jak długo przy życiu byli synowie Hong Taiji, tylko jeden z nich mógł objąć panowanie. Z tego samego powodu przepadła kandydatura brata Dorgona, Ajige, i ostatecznie zgodzono się na wybór pięcioletniego wówczas Fulina, dziewiątego syna Hong Taiji. Regentami ustanowiono Dorgona i Jirgalanga (syna Surhaczego, brata Nurhaczego, czyli stryja Dorgona, a stryjecznego dziadka małego cesarza). Jirgalang nie był zbyt aktywny politycznie, dlatego też władza faktycznie przeszła w ręce Dorgona. Ten ostatni pozyskał wkrótce poparcie dowódców następnych chorągwi, z których jeden, Holhoi, oskarżył następnie Haoge o spisek z ministrami cesarskimi i próbę przejęcia tronu. Haoge pozbawiono tytułu książęcego, a ministrów skazano na śmierć, zastępując ich poplecznikami Dorgona, w tym Holhoi.

## Książę regent
Dorgon zdawał sobie sprawę, że sześcioletnie dziecko nie jest dobrym wodzem armii inwazyjnej. Postanowił jednak podjąć ryzyko, ponieważ okazja była nader sprzyjająca. Dynastia Ming chyliła się ku upadkowi, powstańcze armie Li Zichenga i Zhang Xianzhonga zmierzały ku Pekinowi. Dowódca obrony Shanhaiguan, generał Wu Sangui, zdecydował się zawrzeć sojusz z Mandżurami i 28 maja 1644 otworzył bramy armii Dorgona.
W bitwie pod Shanhaiguan połączone siły Wu Sangui i Dorgona pobiły armię Li Zichenga, która wcześniej (25 kwietnia 1644) zdobyła i złupiła Pekin. 4 lipca siły Li opuściły Pekin, do którego dwa dni później wkroczyły armie qingowskie. Elitom pekińskim, oczekującym przybycia generała Wu i księcia-następcy tronu, ukazały się oddziały wojskowe: jeden z wodzów zsiadł z konia i wsiadając do cesarskiej lektyki oświadczył: „Książę-regent to ja (Dorgon). Czy zezwolicie mi objąć tron?”.
Po niezbędnych przygotowaniach, Dorgon sprowadził do Pekinu bratanka Fulina i 30 października oficjalnie osadził go na tronie chińskim, jako cesarza Shunzhi, z sobą, jako regentem. Wykorzystując zdyscyplinowanie swoich oddziałów, za radą chińskich ministrów, wcielił się w rolę przywracającego pokój władcy-mędrca: nie pozwolił na grabieże i obciążanie się łupami, a poza znacznymi siłami wysłanymi w pościg za armią Li Zichenga wojska skierował wyłącznie przeciw resztkom powstańców i bandytom. Proklamował amnestię, zniósł wojenne podatki, zezwolił poddającym się urzędnikom zachować stanowiska i przyjął na służbę kilku członków dawnego dworu mingowskiego. Dzięki temu bardzo szybko przejął kontrolę nad prowincjami Zhili i Shandong. Dorgon jako pierwszy na dużą skalę zatrudniał chińskich ministrów na najwyższych stanowiskach w państwie. Ustanowił zasadę mianowania na kluczowe stanowiska dwóch urzędników, chińskiego (Han) i mandżurskiego. Początkowo popierał bliskie kontakty Hanów i Mandżurów, ogłaszając, że są „jedną rodziną”, jednak konflikty etniczne skłoniły go do wydania nakazu przesiedlenia Chińczyków do Zewnętrznego Miasta w Pekinie i wprowadzenia etnicznej separacji w miastach.
Wojska Qing kontynuowały kampanie na południu i zachodzie Chin, podporządkowując panowaniu mandżurskiemu większość kraju (w Xi’anie pobiły Li Zichenga, a w rok po poddaniu Pekinu skapitulował Nankin). W delcie Jangcy walki były nader krwawe, ale stopniowo lokalne elity zaczęły przechodzić na stronę mandżurską. Miało na to wpływ także przejęcie przez Qingów rytualnego aparatu władzy: Dorgon nakazał składanie ofiar ostatniemu cesarzowi Ming, Chongzhenowi, i ochronę grobów cesarskich, dopełniając tym samym obowiązków wynikających z konfucjańskiego kultu przodków.
By rozwinąć operacje na południu, Dorgon powierzył kilka kluczowych komend byłym dowódcom mingowskim, a także dotychczasowym przeciwnikom politycznym, w tym księciu Haoge. Trzymał jednak rękę na pulsie i dbał, aby nikt nie podważał autorytetu ani młodego cesarza, ani jego, jako regenta. Wśród ukaranych za brak szacunku znaleźli się jego starszy brat, Ajige, ważni dowódcy Tantai, Soni i Oboi. Haoge, który odniósł świetne zwycięstwo w Syczuanie nad Zhang Xianzhongiem, po powrocie do Pekinu i uroczystym przywitaniu przez cesarza, został oskarżony o spiskowanie i zmarł w więzieniu, czekając na sąd. Za współudział w spisku regencję stracił Jirgalang, przejął ją brat Dorgona, Dodo.
Wkrótce potem sytuacja na frontach uległa pogorszeniu: na zachodzie zbuntowali się muzułmanie, na południu wojska lojalistów mingowskich zdołały powstrzymać mandżurską ofensywę, a na północy zagroziła rewolta Mongołów Chałcha. Dorgon rozesłał zaufanych wodzów, by stłumili bunty, a sam ruszył przeciw Mongołom i garnizonowi w Datong, który zbuntował się na wieść o zbliżaniu się wojsk chorągwianych, co pozwala przypuszczać, że jego dowódcy spiskowali z Mongołami. Dorgon musiał jednak wrócić do Pekinu, by zwołać radę książąt i zapobiec przejęciu współregencji przez Ajige po śmierci Dodo. Zmęczony dworską polityką, ruszył ponownie w pole. Wieści o zwycięstwach na południu nie zastały go w stolicy. Podczas kolejnej ekspedycji, tym razem łowieckiej, przeziębił się i zmarł w okolicach Chengde.

## Spuścizna
Ustanowiona przez Dorgona rada uległa we frakcyjnej walce zwolennikom Haoge i Jirgalanga. Żadna jednak ze stron nie miała dość sił, ani nikogo obdarzonego wystarczającym autorytetem, by przejąć regencję. W wyniku tego realna władza przeszła powoli w ręce bardzo młodego jeszcze cesarza Shunzhi. Wrogowie Dorgona doprowadzili jednak do tego, że oskarżono go o uzurpowanie cesarskiego autorytetu przez naruszanie ścisłego, konfucjańskiego porządku rytualnego. Miał np. stawiać na ołtarzu tabliczkę swojej matki na równi z tabliczką matki cesarza Honga, czy wprowadzać poprawki do oficjalnej biografii Nurhaczego, sugerujące, jakoby ten zamyślał ustanowić Dorgona następcą. Ponadto, majątki Dorgona i jego współpracowników stały się celem kampanii antykorupcyjnej młodego cesarza. Pozbawiono go pośmiertnie tytułu, a większość z popleczników popadła w niełaskę; jednak niektórzy z dawnych towarzyszy księcia regenta służyli jeszcze następcy Shunzhi, cesarzowi Kangxi.
Tytuł książęcy przywrócił Dorgonowi cesarz Qianlong, który, dążąc do wzmocnienia autorytetu cesarskiego rodu Aisin Gioro, nakazał sprawdzenie dawnych wyroków. Choć adoptowanego syna Dorgona, Dorbo, pozbawiono w 1650 odziedziczonego tytułu, jego następcom został on, w 1778, przywrócony. Zwrócono im też część skonfiskowanego majątku (ok. 300 tys. z 1–2 mln. mu ziemi; 1 mu to ok. 0,0667 ha); trzeba zaznaczyć, że konfiskata ziemi Dorgona była wyjątkowym posunięciem, zazwyczaj pozbawiani tytułu książęta zachowywali majątki.